# Regionråd
För det beslutande organet i Danmarks regioner, se Regionsråd.
Regionråd är titeln på en heltidsarvoderad förtroendevald politiker i en svensk region (före detta svenskt landsting). 
Ett regionråd har föredragningsansvar i regionfullmäktige och är också där skyldigt att svara på frågor och interpellationer i regionfullmäktige. I några regioner förekommer fler än ett regionråd; dessa då kan ha ett prefix framför titeln som tydligare visar på ansvarsområdet, till exempel finansregionråd, trafikregionråd och sjukvårdsregionråd. 
I de flesta svenska regioner finns också arvoderade oppositionsregionråd. Dessa företräder oppositionen men saknar föredragningsansvar och skyldighet att svara på frågor och interpellationer.

## Historia
I samband med övergången i regional styrelseform från landsting till region bytte skedde också namnbyten för motsvarande beslutspositioner, från landstingsråd till regionråd. Region Skåne, Region Halland och Västra Götalandsregionen var tidigt ute med dessa namnändringar. Sedan nyåret 2015 har terminologin med region införts i flera ytterligare landsting, och sedan 2019 är begreppet landstingsråd helt utfasat i samtliga svenska regioner.